# Olha Leonowa
Olha Leonowa (ukrainisch Ольга Леонова, * 27. Juni 1976) ist eine ehemalige ukrainische Wasserspringerin. Sie startete im 10-m-Turm- und Synchronspringen.
Leonowa bestritt ihre ersten internationalen Titelkämpfe bei der Weltmeisterschaft 1998 in Perth. Dort startete sie noch im Kunstspringen und belegte mit Olena Schupina im 3-m-Synchronwettbewerb Rang sieben. Zwei Jahre später konnte sie bei der Europameisterschaft in Helsinki ihre erste Medaille gewinnen, mit Schupina errang sie im 10-m-Synchronspringen die Silbermedaille. Im gleichen Wettbewerb platzierte sich das Duo bei der Weltmeisterschaft 2001 in Fukuoka auf Rang acht. Erfolgreich verlief für Leonowa im folgenden Jahr auch die Europameisterschaft in Berlin. Sie gewann mit Bronze vom Turm ihre erste internationale Einzelmedaille und konnte zudem den Gewinn der Silbermedaille im 10-m-Synchronspringen wiederholen.
Die Weltmeisterschaft 2003 in Barcelona brachte für das Duo Leonowa und Schupina erneut Rang sieben im 10-m-Synchronspringen. In Athen bestritt Leonowa im Jahr 2004 schließlich ihre ersten Olympischen Spiele, schied dort jedoch vom Turm auf Rang 23 nach dem Vorkampf aus. Nach den Spielen beendete Leonowa ihre aktive Karriere.